# Jacques Roux (1923-2005)
Pour les articles homonymes, voir Jacques Roux et Roux.
Jacques Roux, né le 6 janvier 1923 à Fargues-sur-Ourbise(Lot-et-Garonne) et mort le 5 avril 2005 à Castelnau-le-Lez (Hérault), est un médecin, universitaire et homme politique membre du parti communiste français français.

## Biographie
Jacques Roux a interrompu ses études de médecine en 1943 et participé ensuite à la Résistance sous le pseudonyme « Jardel ».
Docteur en médecine en 1950, agrégé en 1952, il devait être reconnu comme un spécialiste de la brucellose. Il a été maître de conférences à la faculté de médecine de Montpellier et chef du service de bactériologie-virologie au CHU de Montpellier.
Le ministre de la santé Jack Ralite le nomme en novembre 1981 directeur général de la Santé, poste qu'il occupa jusqu'en 1986. À ce titre, il fut mis en cause lors de l'affaire du sang contaminé, en dépit des initiatives qu'il avait prises dès le mois de juin 1983.
Jacques Roux a adhéré au PCF en 1956. Du 16 mars 1986 au 14 mai 1988, il a été député de l'Hérault. 
Il est membre de l'Académie nationale de médecine en 1973 et est élu en 1984 à la présidence du conseil exécutif de l'Organisation mondiale de la santé.

## Ouvrages
- La Santé en souffrance. La médecine face à la crise, Messidor/Éditions sociales, 1989
- Sang contaminé. Priorités de l'État et décisions politiques, Espaces 34, 1995